# Mimi Nelson
Mimi Nelson, egentligen Mimmi Signild Margareta Kilberg, född 25 oktober 1918 i Bergunda, Kronobergs län, död 3 juli 1999 i Stockholm, var en svensk skådespelare.
Nelson filmdebuterade 1943, och hon kom att medverka i drygt 40 film- och tv-produktioner. 
Mimi Nelson var från 1950 gift med skådespelaren och regissören Nils Kihlberg (1915–1965). Hon avled 1999 och är gravsatt i minneslunden på Katarina kyrkogård i Stockholm.

## Filmografi i urval
- 1943 – På liv och död
- 1943 – Sjätte skottet
- 1943 – Kungsgatan
- 1943 – Jag dräpte
- 1944 – Kärlekslivets offer
- 1945 – Oss tjuvar emellan eller En burk ananas
- 1946 – Kärlek och störtlopp
- 1946 – Rötägg
- 1946 – Stiliga Augusta
- 1946 – Ungdom i fara
- 1946 – Hotell Kåkbrinken
- 1947 – Här kommer vi
- 1947 – Nattvaktens hustru
- 1947 – Maria
- 1948 – Loffe på luffen
- 1948 – Hamnstad
- 1949 – Greven från gränden
- 1949 – Flickan från tredje raden
- 1949 – Kvinna i vitt
- 1949 – Törst
- 1949 – Huset nr 17
- 1950 – Restaurant Intim
- 1950 – Ung och kär
- 1952 – Säg det med blommor
- 1953 – I dimma dold
- 1956 – Där möllorna gå...
- 1958 – Du är mitt äventyr
- 1960 – När mörkret faller
- 1963 – Protest
- 1965 – Nattcafé
- 1965 – Ett sommaräventyr
- 1968 – Kvinnolek
- 1970 – Petter och Lotta på nya äventyr